# 加賀温泉駅
加賀温泉駅（かがおんせんえき）は、石川県加賀市作見町にある、西日本旅客鉄道（JR西日本）・IRいしかわ鉄道の駅である。加賀温泉郷の玄関口となっており、各温泉地への路線バスが連絡している。
当駅は加賀市の中心駅・代表駅で、2024年3月16日以降は北陸新幹線が当駅を経由するようになった。同日に当駅を含む北陸本線金沢駅 - 敦賀駅間は経営分離によりIRいしかわ鉄道に移管された。北陸本線時代は加賀市内で最も多くの優等列車が停車する駅であった。事務管コードは▲541439 を使用している。

## 歴史
太平洋戦争中の1944年（昭和19年）に作見駅（さくみえき）として開業。1961年（昭和36年）、特急「白鳥」の運行開始により、隣接する動橋駅と大聖寺駅が片山津温泉・山代温泉・山中温泉の各地元を巻き込み特急停車をめぐって激しい争奪戦を繰り広げた。これを沈静化する目的で両者の中間にあるこの駅に特急列車を集約して停車することとなり、駅名を改称して周辺の温泉地の玄関口となった（急行列車についても基本的にはこの駅に集約されたが、一部の列車は大聖寺駅にも引き続き停車した）。当初、新駅は1969年（昭和44年）10月のダイヤ改正時に開業を予定していたが、反対運動により当初の予定より1年遅れでの開業となった。また、駅は旧作見駅より80 mほど動橋駅寄りの中間に建設された。

### 沿革
- 1943年（昭和18年）10月1日：国有鉄道北陸本線の大聖寺駅 - 動橋駅間に、作見信号場（さくみしんごうじょう）として開設[13]。
- 1944年（昭和19年）10月11日：駅に昇格、作見駅（一般駅）が開業[2][1]。
- 1963年（昭和38年）1月1日：貨物の取扱を廃止（旅客駅となる）[13]。
- 1970年（昭和45年）
  - 4月：特急停車駅に改良するための工事に着手[14]。
  - 10月1日：特急停車駅となり、加賀温泉駅に改称[1][15]。同時に2代目の駅舎（平屋建て588平方メートル、事業費2億8,000万円）に改築[14]。みどりの窓口営業開始[16]。
- 1984年（昭和59年）2月1日：荷物の取扱を廃止[13]。
- 1987年（昭和62年）4月1日：国鉄分割民営化により、西日本旅客鉄道（JR西日本）の駅となる[13]。
- 2017年（平成29年）
  - 4月15日：ICカード「ICOCA」の利用が可能になる[17][18][19][20][21]。
  - 5月23日：仮駅舎の使用開始[22][23]。
- 2020年（令和2年）10月19日：北陸新幹線の駅舎工事着工[24][25]。
- 2022年（令和4年）8月1日：在来線北口改札の供用開始[26]。
- 2024年（令和6年）3月16日：北陸新幹線の金沢駅 - 敦賀駅間延伸開業に伴い[6][9]、新幹線加賀温泉駅が開業。また北陸本線のIRいしかわ鉄道への移管に伴い[6][9]、在来線加賀温泉駅を同社へ移管。

## 駅構造

### JR西日本
北陸新幹線は在来線駅南側に相対式ホーム2面2線と中央に通過線2線を有する高架駅となっている。新幹線駅は紅殻格子を模したデザインとなっている。また、新幹線建設時に加賀市は通称を付ける要望をJR西日本金沢支社に提出した。これを受けて、JR西日本は北口を「日本海口」、南口を「温泉中央口」の愛称を併記することを決定した。

#### のりば
| のりば | 路線       | 方向 | 行先           | 備考 |
| ------ | ---------- | ---- | -------------- | ---- |
| 11     | 北陸新幹線 | 上り | 金沢・東京方面 |      |
| 12     | 北陸新幹線 | 下り | 福井・敦賀方面 |      |

### IRいしかわ鉄道
島式ホーム2面4線を持ち、待避設備を有する地上駅である。駅舎から各ホームへは連絡通路で接続している。なお、ホームは2階にある。北口改札は無人で、交通系ICカード専用の簡易改札機とICカード専用チャージ機、運賃箱、自動券売機が設置されている。

#### のりば
| のりば | 路線               | 方向 | 行先             | 備考 |
| ------ | ------------------ | ---- | ---------------- | ---- |
| 1・2   | ■ IRいしかわ鉄道線 | 上り | 大聖寺・福井方面 |      |
| 3・4   | ■ IRいしかわ鉄道線 | 下り | 小松・金沢方面   |      |

※2017年3月4日から2018年3月16日までは1番のりばが、2020年3月14日から2021年3月までは4番のりばが使用停止。

### 駅舎
駅構内にはみどりの窓口・みどりの券売機（えきねっとで予約したきっぷの受け取りが可能）、加賀市観光交流機構が運営する観光案内所「加賀市観光情報センター KAGA旅・まちネット」などがある。

### 地下自由通路
北口と南口を結ぶ歩行者用の地下自由通路が在来線ホームの下を通っている。北陸新幹線の工事のため閉鎖しようとしたが、利用者の反発を受けて、代替として2022年（令和4年）8月1日に在来線北口改札（無人）をIRいしかわ鉄道への移管時よりも前倒しで供用を開始し、加賀市発行の通行証があれば在来線改札内を通り抜けできるようになった。

## ギャラリー

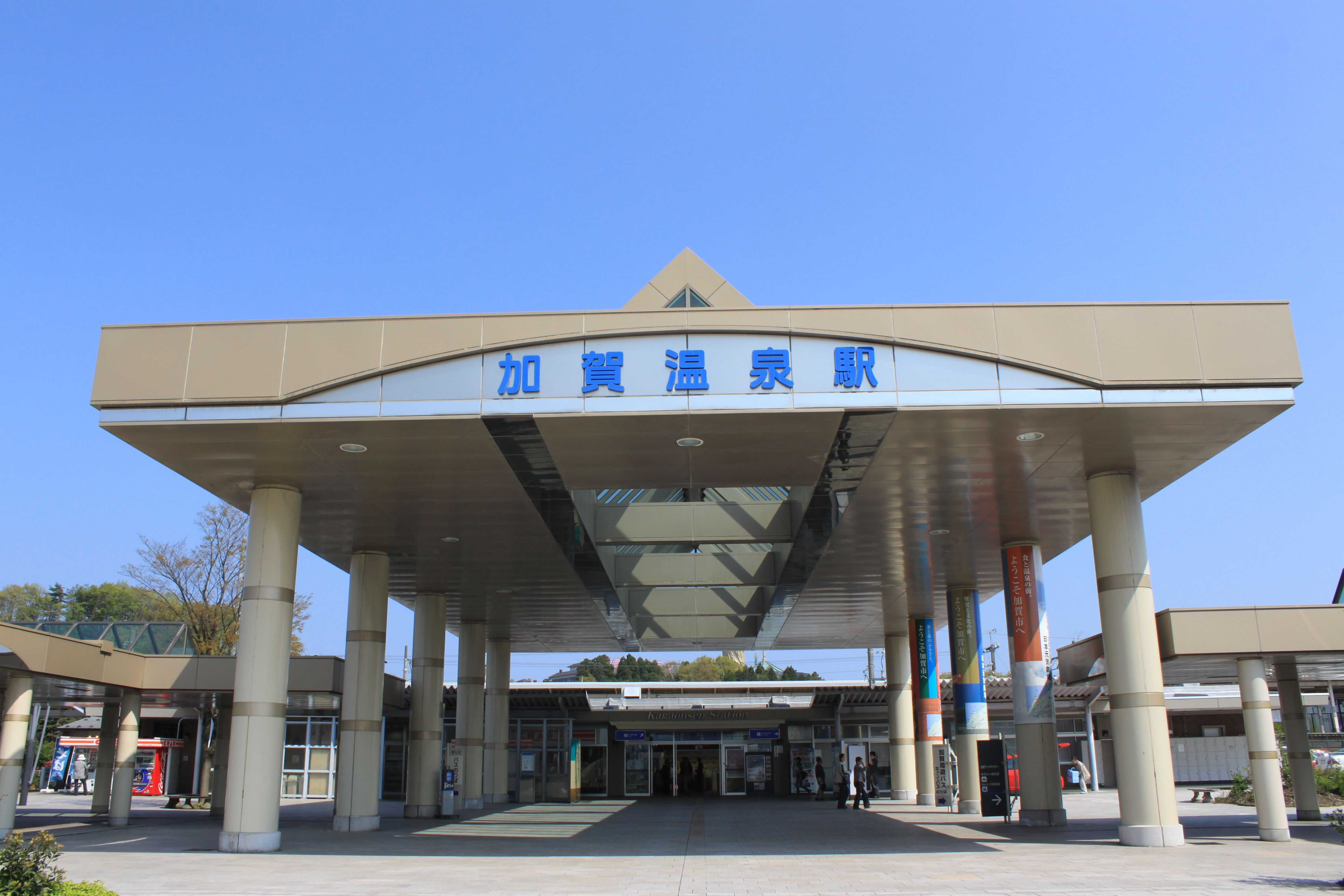
旧駅舎
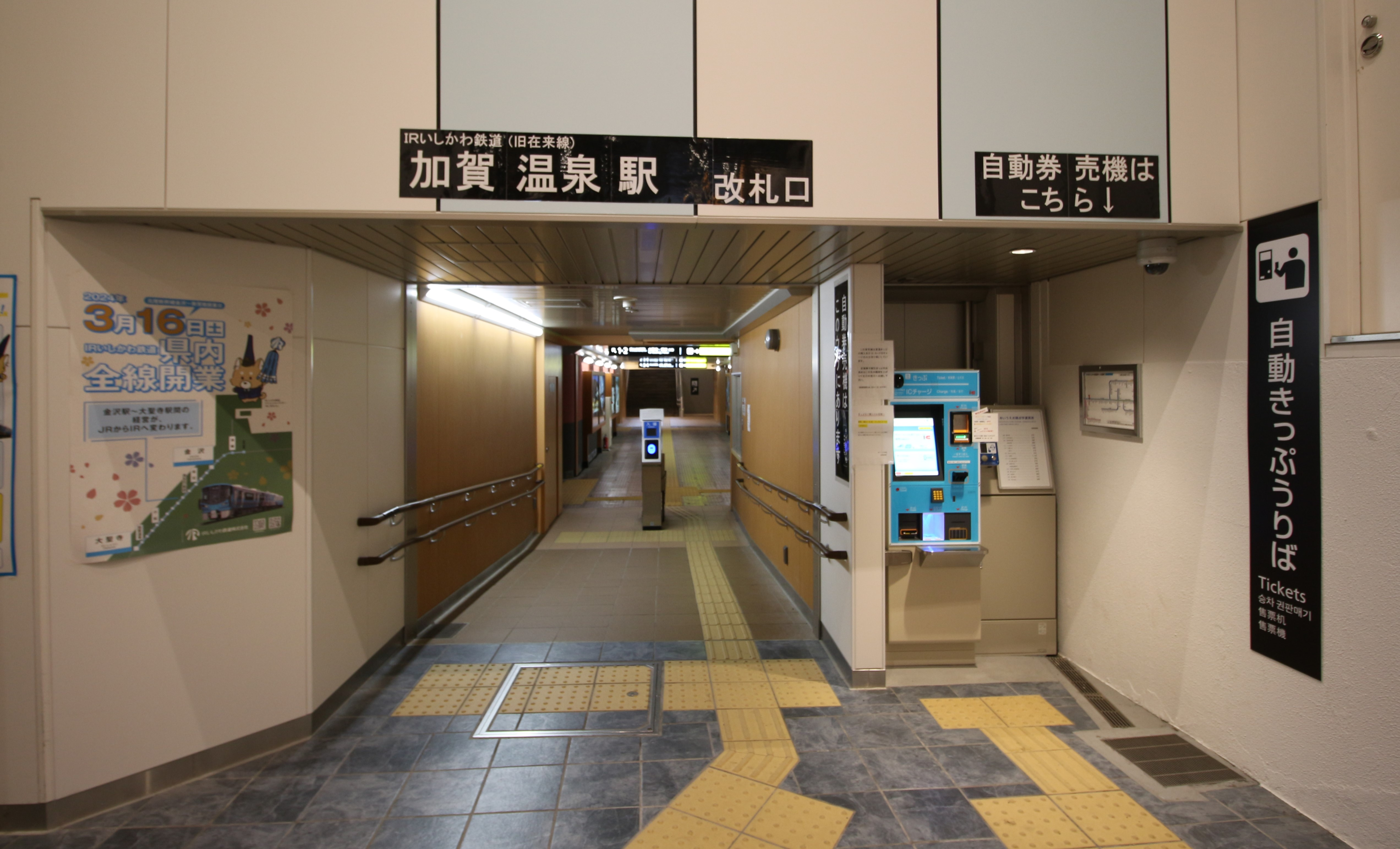
南口改札
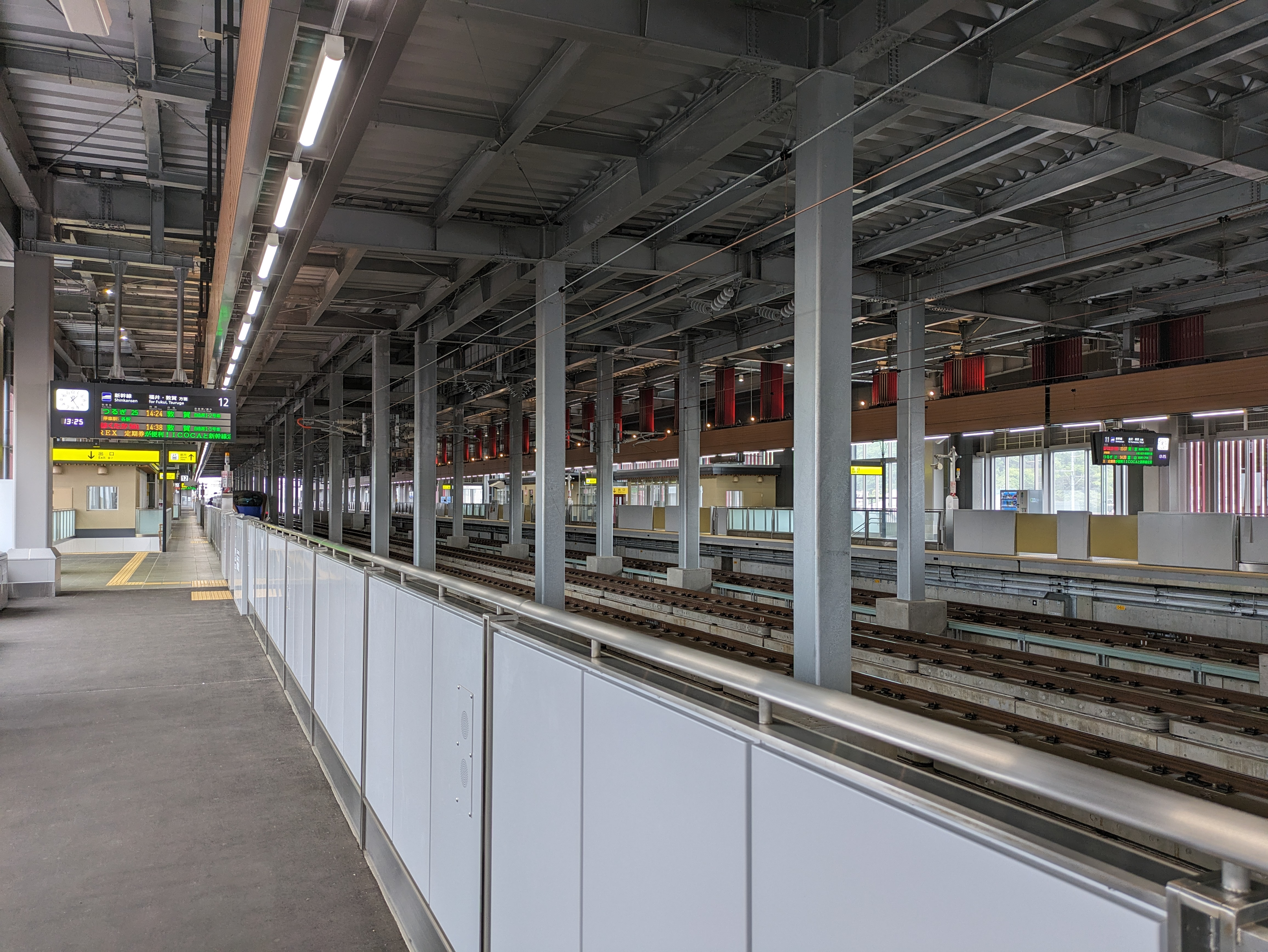
JR西日本（新幹線、12番のりば）ホーム
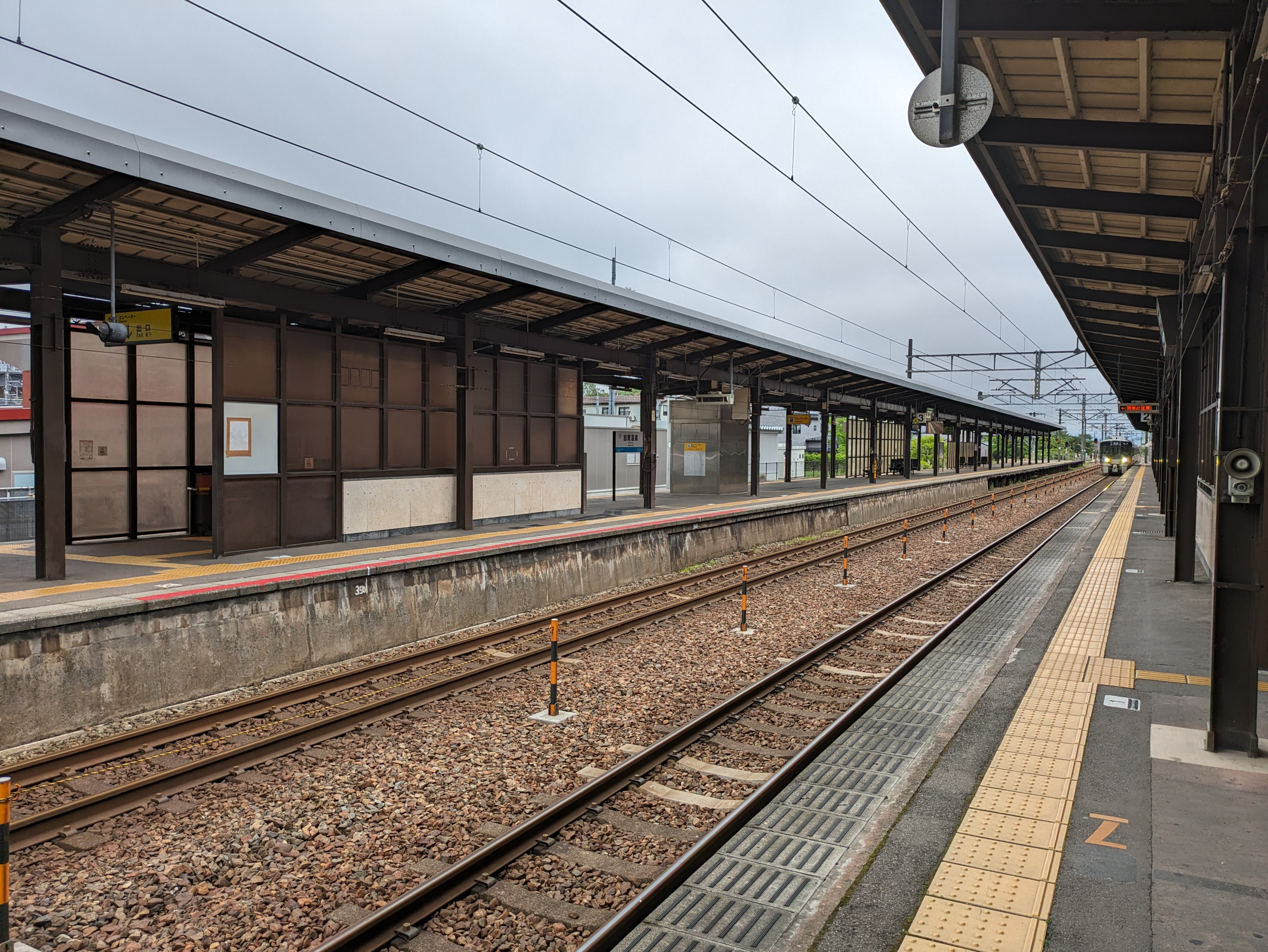
IRいしかわ鉄道線ホーム
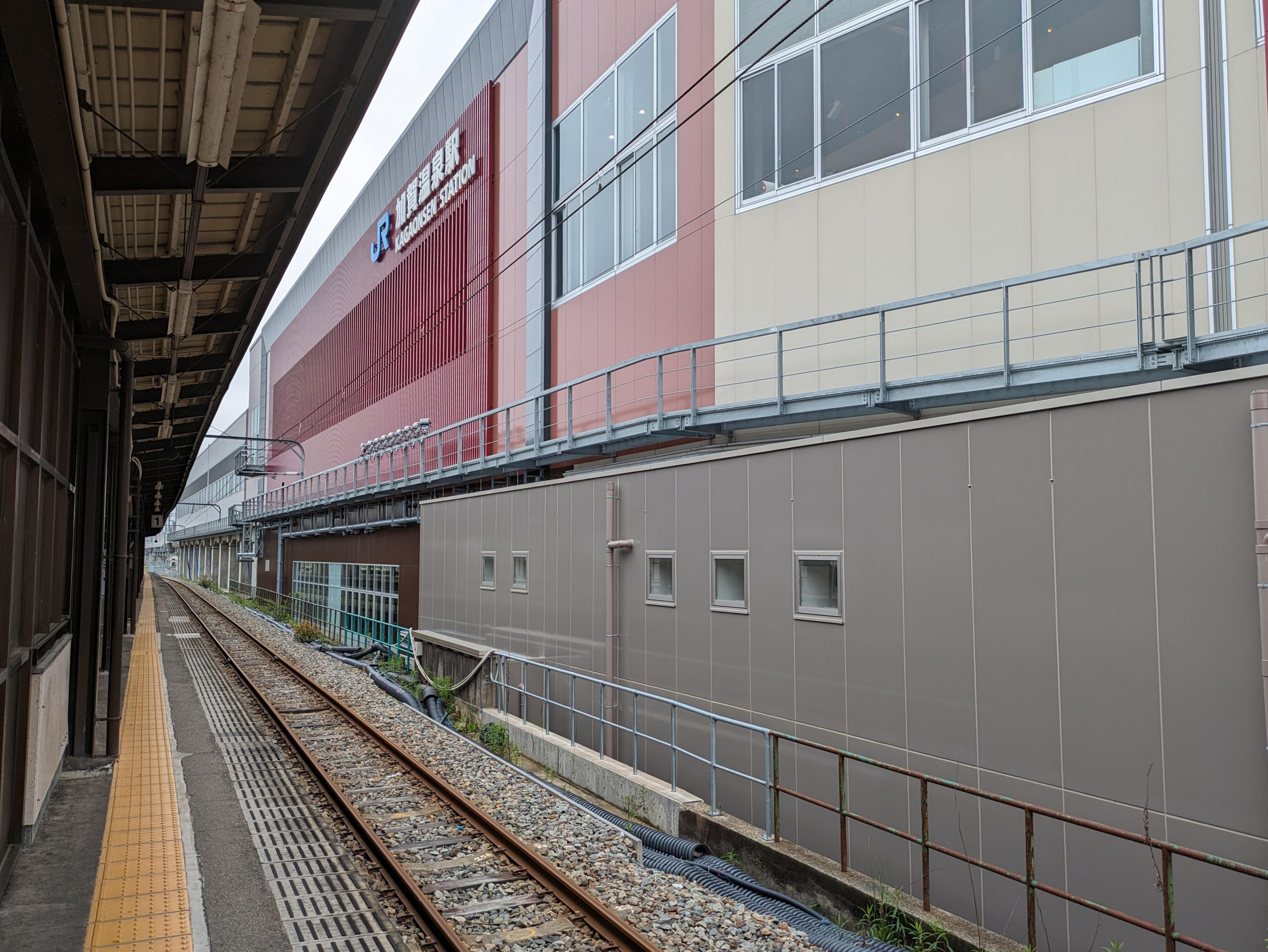
IRいしかわ鉄道線ホームから見たJR西日本（新幹線）駅
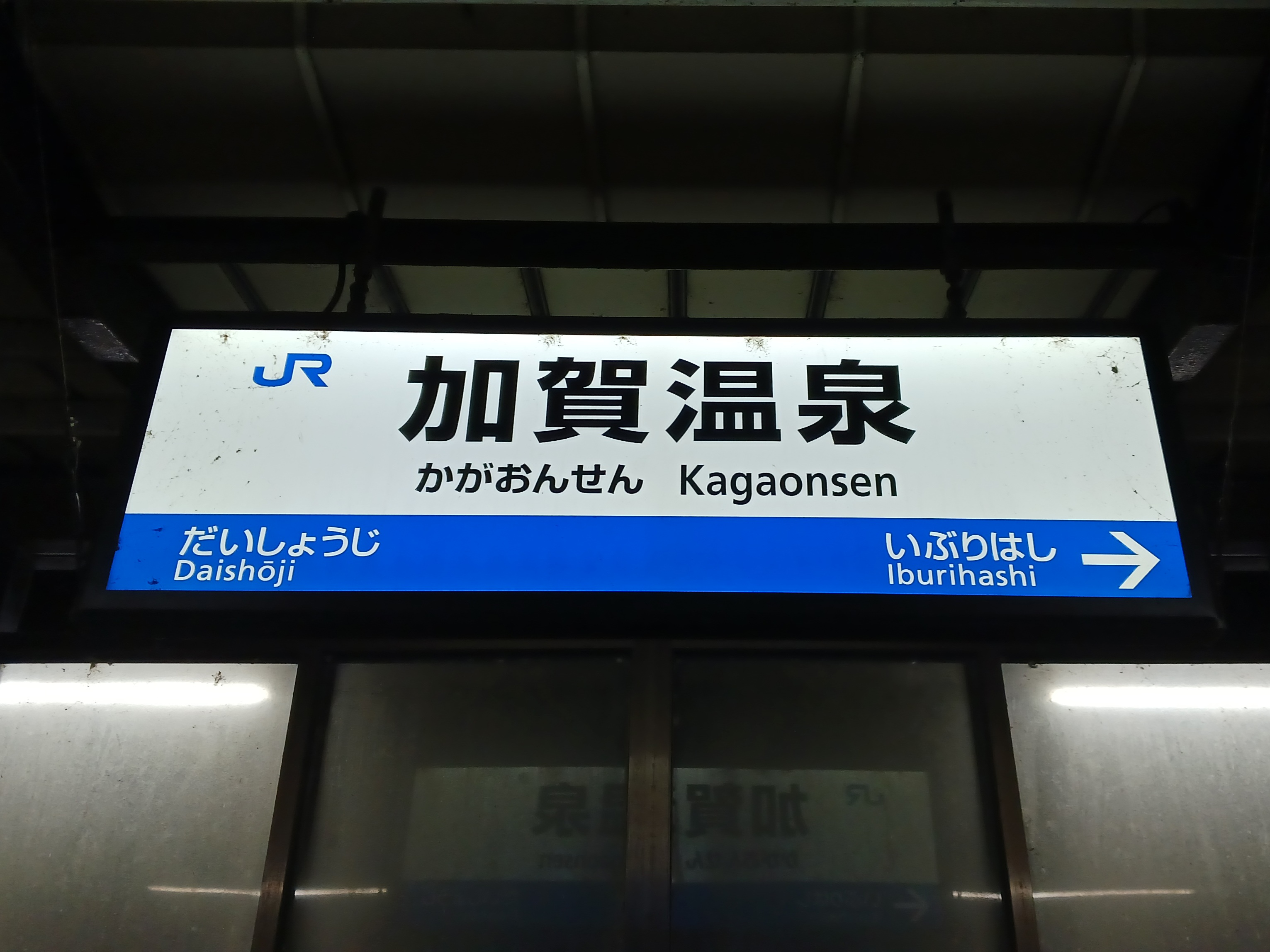
北陸本線時代の駅名標
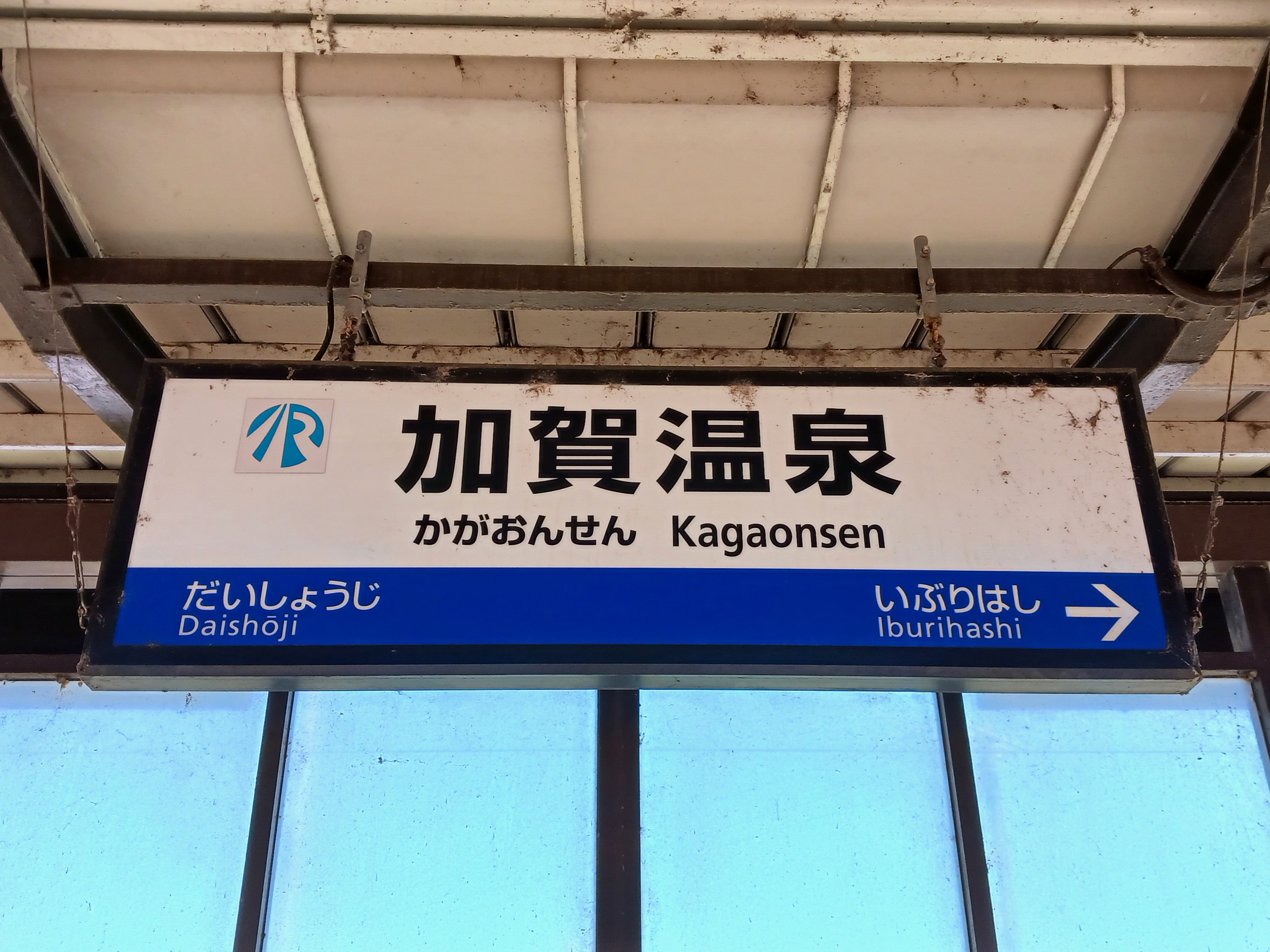
IRいしかわ鉄道移管後の駅名標
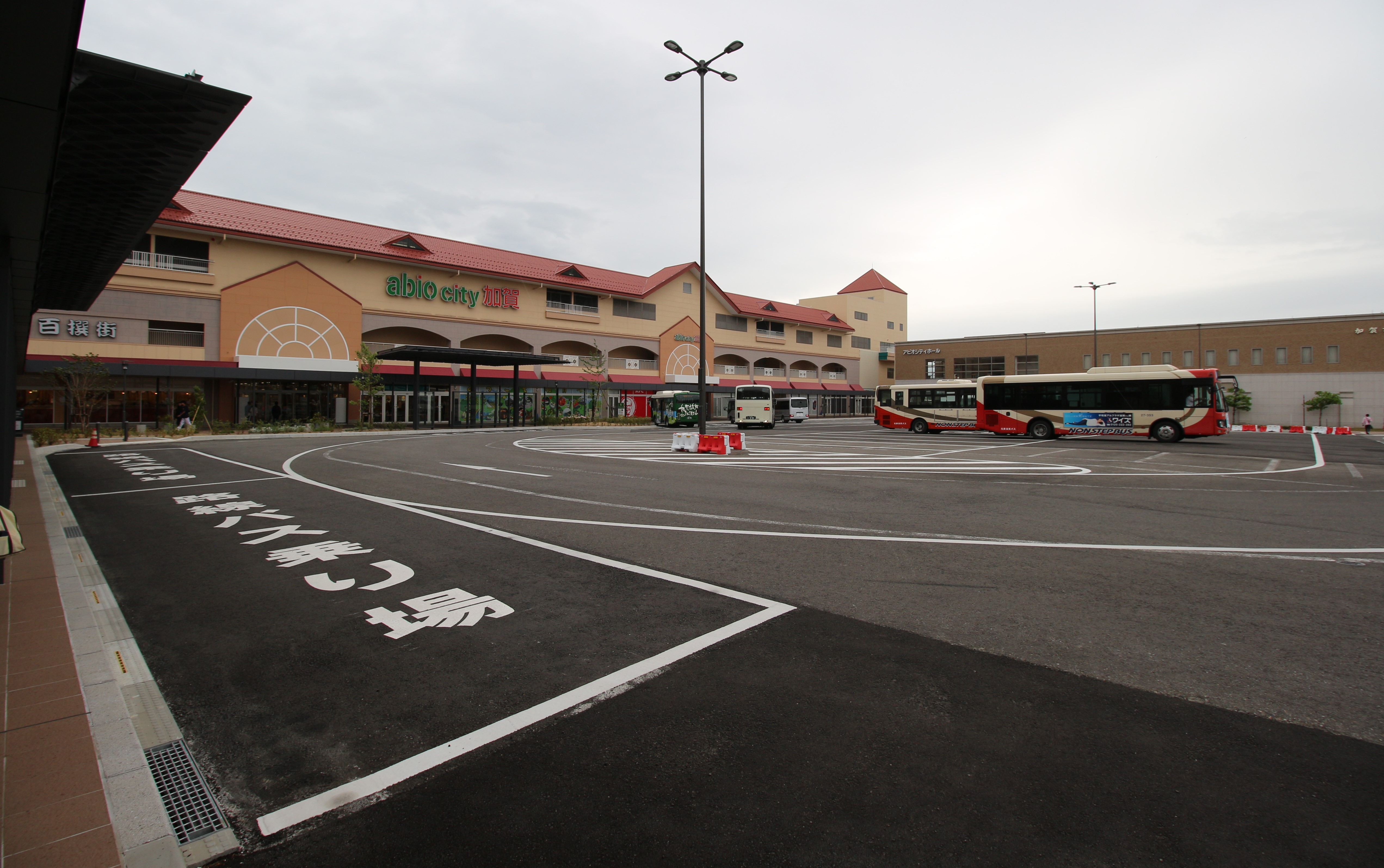
加賀温泉駅前のバスターミナル

## 駅弁
現在の販売業者である高野商店は元は福井県の今庄駅の駅弁業者であった。北陸トンネルの開通で大聖寺に移転したのち、作見の加賀温泉への改称と特急停車により駅弁の需要が生じたため、当時の国鉄の勧めで当駅に移転した。駅の裏側に社屋がある。
主な駅弁は下記の通り。
- 金沢三昧
- 輪島朝市弁当

## 利用状況
2022年（令和4年）度の1日平均乗車人員は1,702人である。2023年（令和5年）度の北陸新幹線の1日当たりの利用者数は3,034人。
「石川県統計書」と「加賀市統計書」によると、近年の1日平均乗車人員は以下の通りである。
| 年度   | 1日平均 乗車人員 |
| ------ | ---------------- |
| 1994年 | 2,858            |
| 1995年 | 3,018            |
| 1996年 | 2,900            |
| 1997年 | 2,746            |
| 1998年 | 2,592            |
| 1999年 | 2,470            |
| 2000年 | 2,444            |
| 2001年 | 2,464            |
| 2002年 | 2,398            |
| 2003年 | 2,380            |
| 2004年 | 2,314            |
| 2005年 | 2,252            |
| 2006年 | 2,236            |
| 2007年 | 2,200            |
| 2008年 | 2,142            |
| 2009年 | 2,031            |
| 2010年 | 1,952            |
| 2011年 | 1,929            |
| 2012年 | 1,926            |
| 2013年 | 1,943            |
| 2014年 | 1,911            |
| 2015年 | 2,229            |
| 2016年 | 2,215            |
| 2017年 | 2,169            |
| 2018年 | 2,148            |
| 2019年 | 1,996            |
| 2020年 | 1,268            |
| 2021年 | 1,298            |
| 2022年 | 1,702            |

## 駅周辺
片山津温泉、山代温泉、山中温泉への玄関口となっている他、2000年代に入り飲食店、コンビニエンスストア、CDショップなどの出店が相次いだ。 なお、当駅設立の経緯もあって周辺には温泉街は存在せず「加賀温泉」という名の温泉も存在しない。
駅の北側に建っている巨大な観音像（加賀大観音）は加賀寺（旧ユートピア加賀の郷）のものである。
- abio city（アビオシティ）加賀（駅前、平和堂が核テナントとなっているショッピングセンター）
- 加賀市医療センター
- 加賀市中央公園
- 8番らーめん本店
- 国道8号（国道305号重複）
- 石川県道39号
- 石川県道145号
- 石川県道147号
- 石川県道292号

## バス路線
温泉中央口にバスターミナルがあり、北鉄加賀バスとキャン・バスが乗り入れている。キャン・バスは株式会社まちづくり加賀が運営し、運行はすべて日本海観光バスへ委託されている。
- 北鉄加賀バス　加賀温泉駅バス停（1番乗り場）[45]
  - 温泉片山津線：片山津温泉・石川病院行き
  - 温泉大聖寺線：かが交流プラザさくら行き
  - 吉崎線：塩屋行き
- 北鉄加賀バス　加賀温泉駅バス停（2番乗り場）[45]
  - 温泉山中線：山中温泉・栢野行き
- キャン・バス　加賀温泉駅前・アビオシティ加賀バス停[46]
  - 海まわり線
  - 山まわり線
  - 小松空港線
  - 片山津・橋立循環線[47]（バスターミナル外の別乗り場を発着）

- 北鉄加賀バス　温泉駅北口バス停[48]
  - 温泉大聖寺線：加賀温泉駅行き／かが交流プラザさくら行き

### 高速バス
- 日本海観光バス
  - ブルーライナー北陸便：ユニバーサル・スタジオ・ジャパン行き[49]
- 中日本ツアーバス
  - 東京ディズニーランド行き[50]

### 乗合タクシー
- 加賀市のりあいタクシー「のりあい号」[51]

デマンドタクシーで、利用できるのは市内在住者のみ。運行はすべて加賀第一交通へ委託されている。

## 隣の駅
西日本旅客鉄道（JR西日本）
 北陸新幹線
小松駅 - 加賀温泉駅 - 芦原温泉駅
IRいしかわ鉄道
■IRいしかわ鉄道線
■快速・■普通
大聖寺駅 - 加賀温泉駅 - 動橋駅